# 마이링겐역
마이링겐역(독일어: Bahnhof Meiringen)은 스위스 베른주의 마이링겐 마을에 있는 기차역이며 두 철도 노선이 만나는 지점에 있다. 첸트랄반의 브뤼닉선은 인터라켄과 루체른을 연결하는 지역간 미터궤 철도인 반면, 마이링겐-인너트키르헨 철도 (MIB)의 마이링겐-인너트키르헨선은 인너트키르헨과 아레 협곡을 연결하는 지역 철도이다.
이 역은 두 사업자의 여객 열차가 운행되며 포스트버스 스위스가 제공하는 지역 버스망과 교환도 제공한다. 이러한 경로 중 하나는 라이헨바흐 폭포에 마을을 연결하는 라이헨바흐 케이블카로 연결된다. 다른 경로는 대부분의 다른 교통이 통제되는 도로를 사용하여 그로세 샤이덱 고개를 통해 그린델발트까지 운행편을 제공한다.

## 역사
1888년 유라-베른-루체른 철도와 브리엔츠와 알프낙슈타트역 사이의 브뤼닉선의 나머지 중앙 부분과 함께 이 역이 개통되었다. 처음에 인터라켄과 루체른으로 향하는 여정은 여객선이 유일한 수단이었으며, 철도 통과 노선은 1916년까지 완성되지 않았다. 브뤼닉선의 기차는 전기가 통하는 1940년대 초까지 증기 기관차로 운반되었다. 역의 소유권은 1903년 스위스 연방 철도로, 2004년 첸트랄반으로 이전되었다.
마이링겐-인너트키르헨 노선은 1926년 인근 수력 발전소 건설을 위한 건설 철도로 개통되었지만, 1946년까지 공공 객차 철도로 운영할 수 있는 면허를 받지 못했다. 처음에는 여객 열차가 바로 바깥에 있는 별도의 플랫폼에서 종료되었다. 간헐적으로 화물 열차가 역으로 건너가는 수준을 건너는 주요 역. 이 노선은 처음에는 증기 기관차를 사용했으며 이후에는 배터리 전기 철도 차량의 지원을 받아 1976년 노선이 전기화될 때까지 사용했다.
1912년과 1956년 사이에 역 앞마당은 마이링겐-라이헨바흐-아레슐럭트 트램웨이의 종착역이었다. 이 트램은 마이링겐과 라이헨바흐 폭포와 아레 협곡을 연결하는 전기 트램이다.

## 구조
브뤼닉선의 모든 열차는 서쪽 끝에서 역을 출입하며 여행을 계속하려면 역에서 후진해야 한다. 역의 바로 서쪽에는 교차로가 있으며 인터라켄으로 향하는 열차는 아레 계곡을 따라 서쪽으로 계속 운행하고 루체른으로 향하는 열차는 북쪽으로 방향을 틀고 브뤼닉 고개까지 오르기 시작한다. 브뤼닉 고개까지의 라인에는 랙 레일이 장착되어 있으며 마이링겐은 랙 장비가 장착되지 않은 기차로 갈 수 있는 인터라켄에서 가장 먼 역이다.
마이링겐-인너트키르헨 철도의 열차는 역의 동쪽 끝에서 출입한다. 두 철도 모두 미터궤이고 물리적으로 연결되어 있지만 호환되지 않는 전화 시스템을 사용한다. 화물 교통은 교환되지만 여객 열차는 없다.
역에는 2개의 서쪽을 향한 터미널 플랫폼 선로(1번과 2번)가 있고 세 번째 플랫폼 선로(대부분의 길이는 3번이지만 동쪽 끝에는 13번)가 있다. 1번 트랙은 역 건물에 인접한 측면 승강장으로, 2번과 3번 트랙은 1번 트랙과 2번 트랙의 터미널 끝을 가로지르는 중앙홀을 통해 접근할 수 있는 섬 플랫폼 옆에 있다. 트랙 1, 2, 3은 브뤼닉선 열차가 사용한다. 마이링겐–인너트키르헨 기차로 13.
역의 동쪽에는 마이링겐-인너트키르헨 철도가 건널목을 건너고 이 역의 동쪽에는 추가 플랫폼과 터미널 트랙이 있다. 이것은 이전에 마이링겐-인너트키르헨 철도의 종점으로 사용되었으며, 선로 및 전화 시스템의 개편으로 주역으로 확장되었다.
제안된 그림젤 터널의 건설은 철도 노선을 그림젤 고개 아래에서 오버발트역까지 남쪽으로 확장할 것이다.

## 운행편
다음 기차편이 마이링겐에서 정차한다:
- 인터레기오 (InterRegio) : 루체른-인터라켄 익스프레스 : 루체른과 인터라켄 동역 사이를 매시간 운행한다.
- 레기오 (Regio) :
  - 인너트키르헨 MIB까지 30분에서 1시간 간격으로 운행한다.
  - 인터라켄 동역까지 매시간 운행

## 갤러리

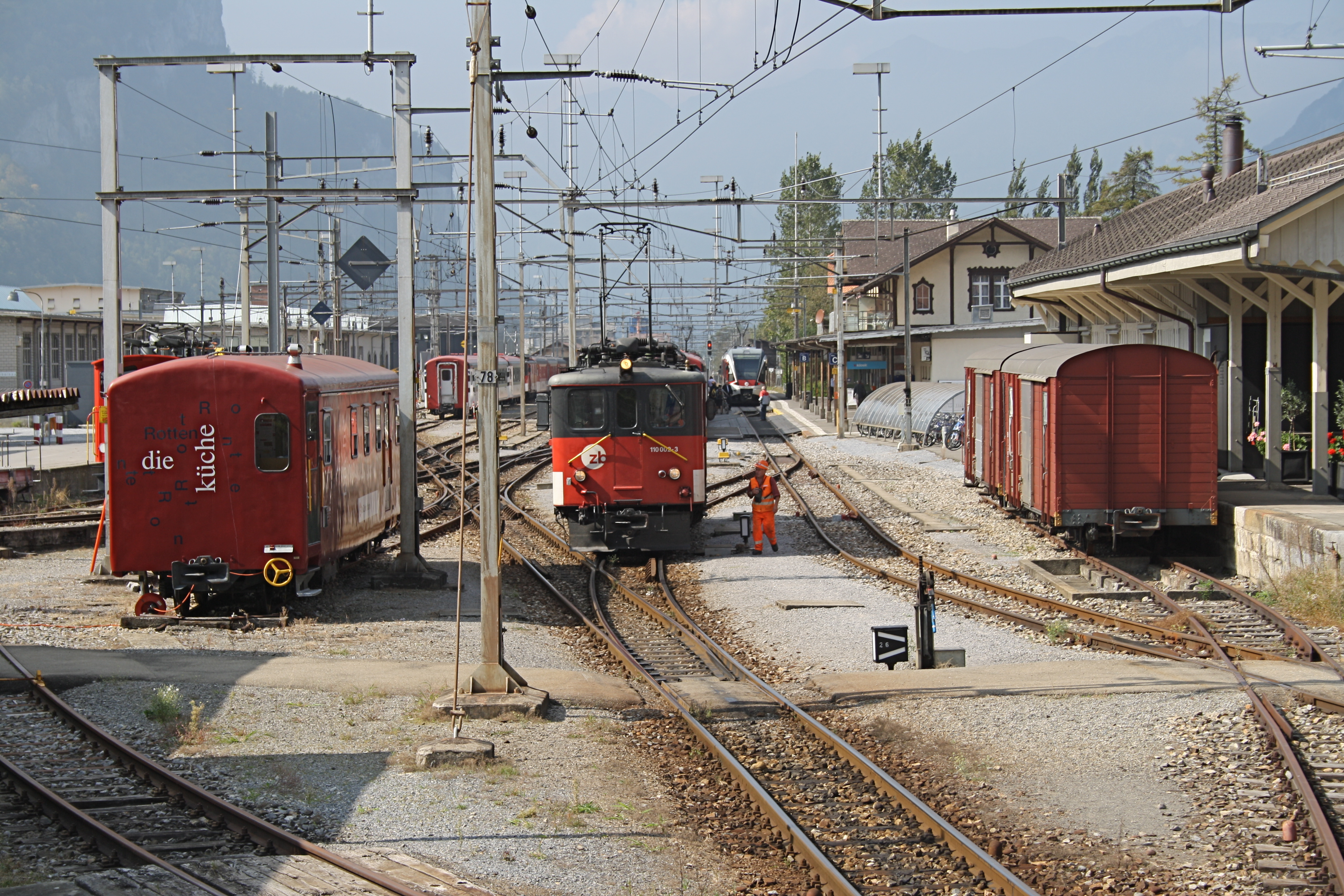
리모델링 전 승강장
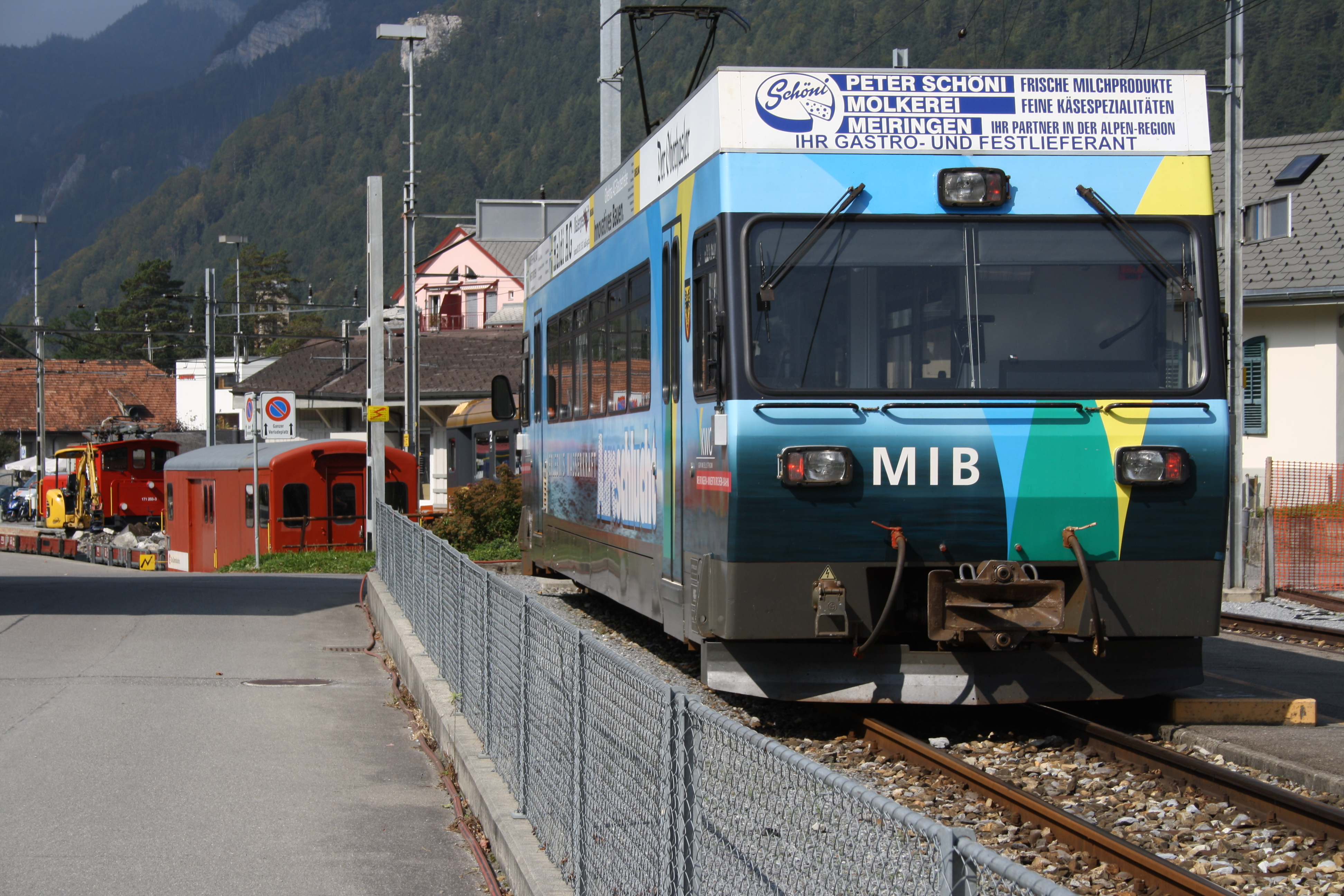
MIB 철도 차량 (선착역 확장 전)
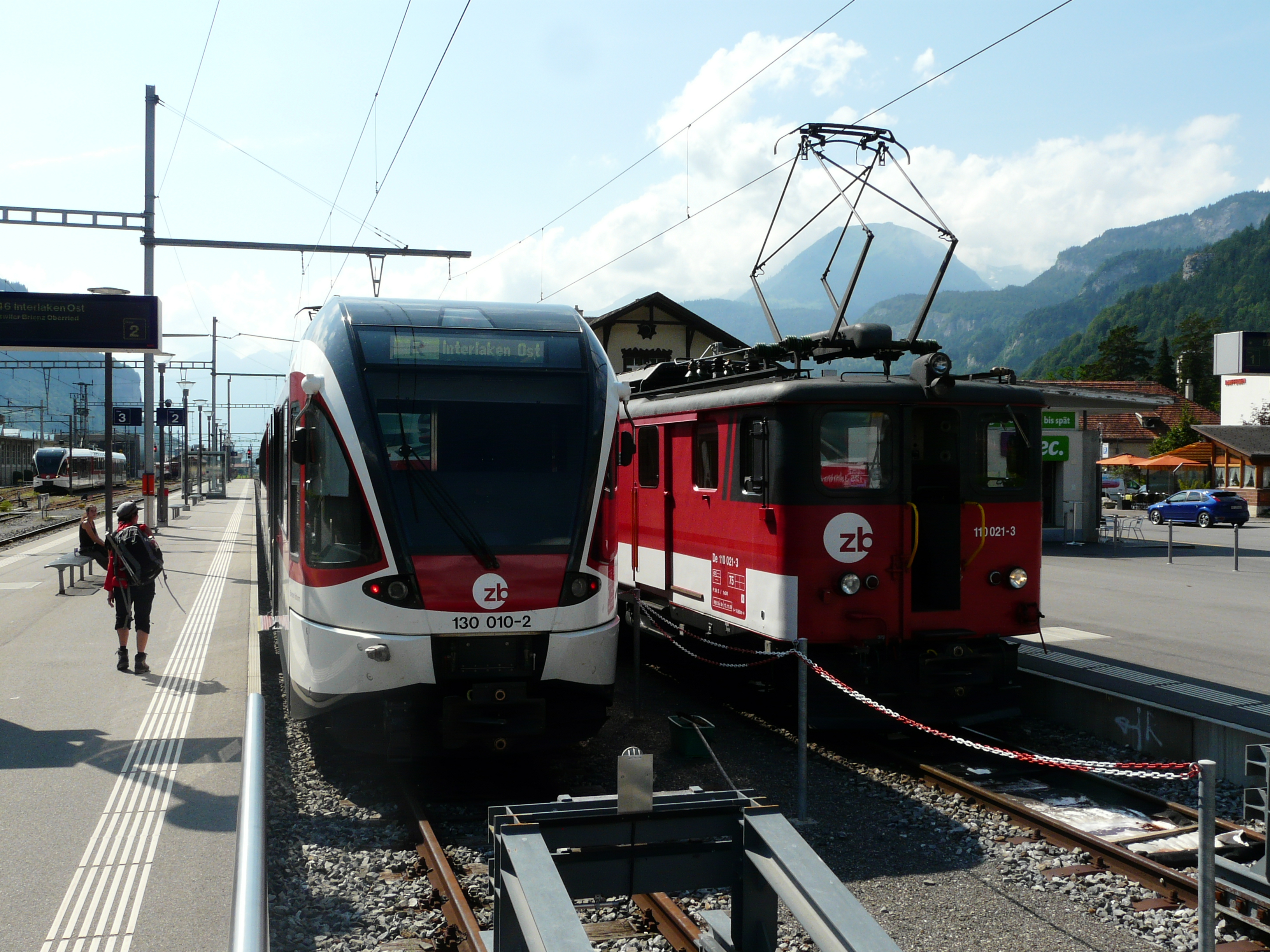
젠트랄반 열차는 역 리모델링 후 1번과 2번 선로에서 운행한다.
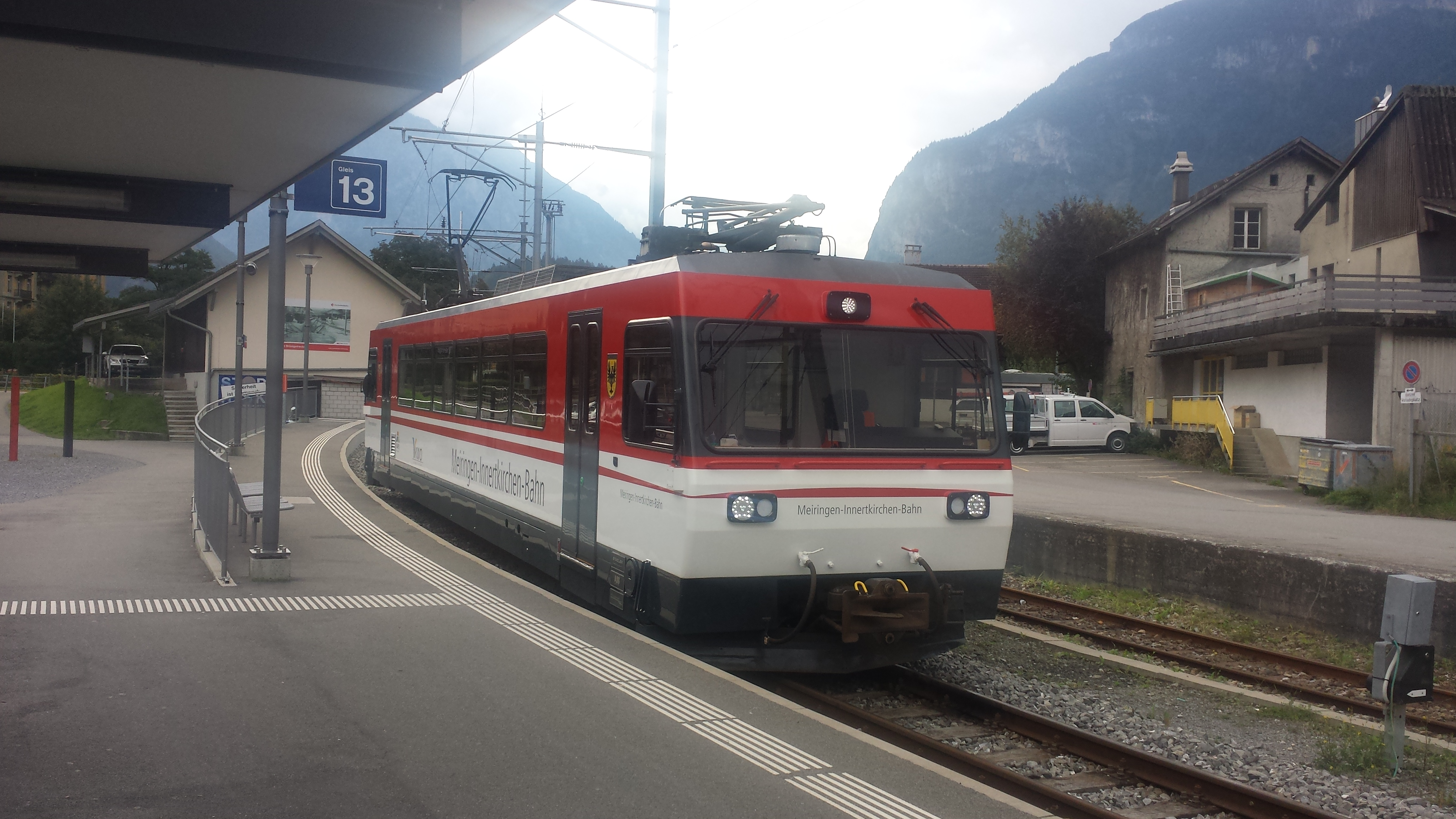
13호선 종착역 MIB 열차
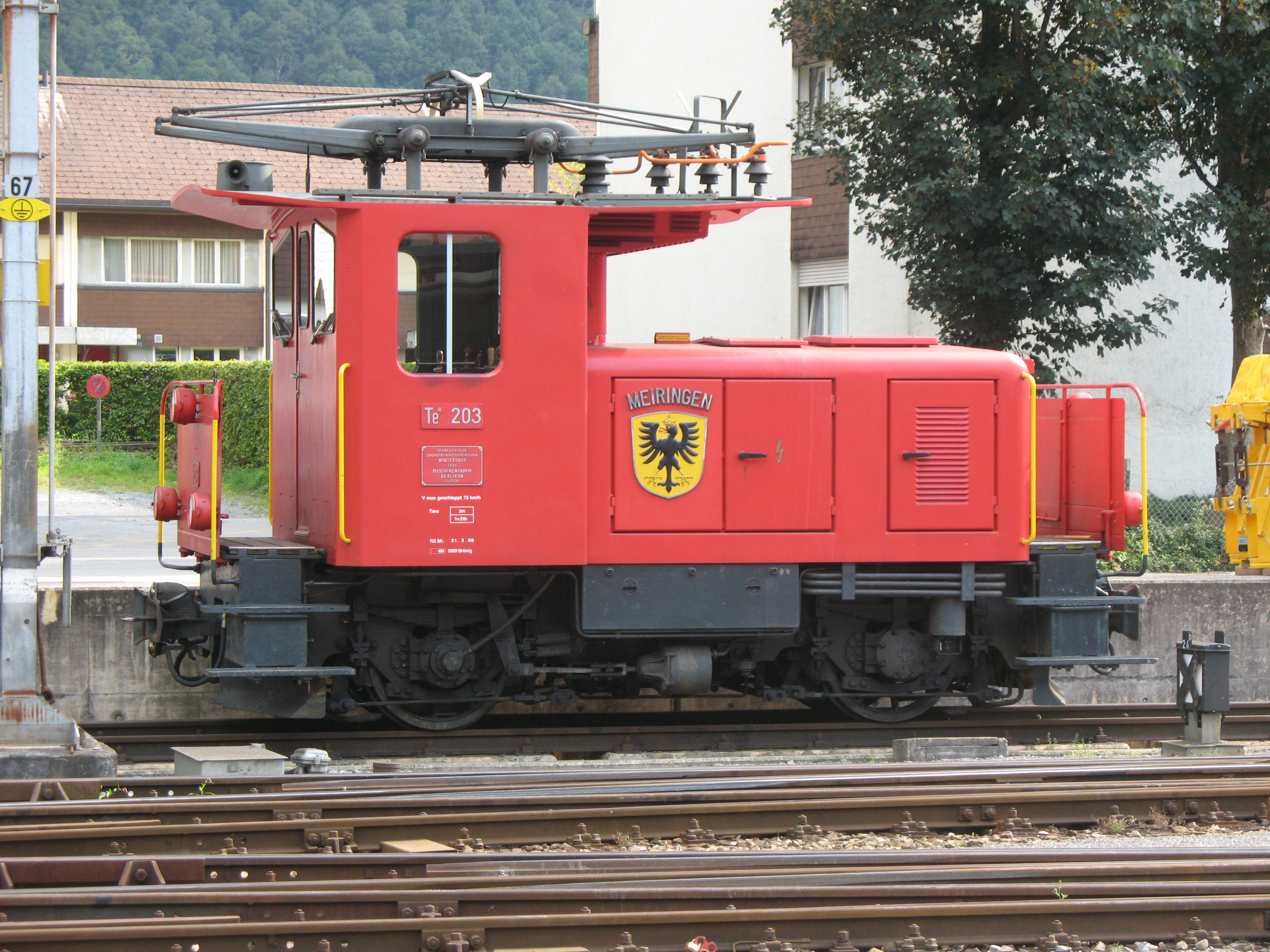
역명을 가진 기관차